# Orbigny-au-Mont
Orbigny-au-Mont è un comune francese di 165 abitanti situato nel dipartimento dell'Alta Marna nella regione del Grand Est.

## Società

### Evoluzione demografica
Abitanti censiti